# Laguna Dalga
Laguna Dalga ist eine Gemeinde (Municipio) mit 626 Einwohnern (Stand: 2024) in der Provinz León der Autonomen Gemeinschaft Kastilien-León. Die Gemeinde besteht neben dem namensgebenden Hauptort aus den Ortschaften San Pedro de las Dueñas, Santa Cristina del Páramo und Soguillo del Páramo.

## Geographie
Laguna Dalga liegt etwa 33 Kilometer südsüdwestlich von León in einer Höhe von ca. 800 m. 

## Bevölkerungsentwicklung
| Jahr        | 1900 | 1950 | 1970 | 1981 | 1991 | 2001 | 2011 | 2021 |
| ----------- | ---- | ---- | ---- | ---- | ---- | ---- | ---- | ---- |
| Einwohner   | 985  | 1225 | 1246 | 1129 | 1097 | 898  | 727  | 633  |
| Quelle: INE |      |      |      |      |      |      |      |      |

## Sehenswertes

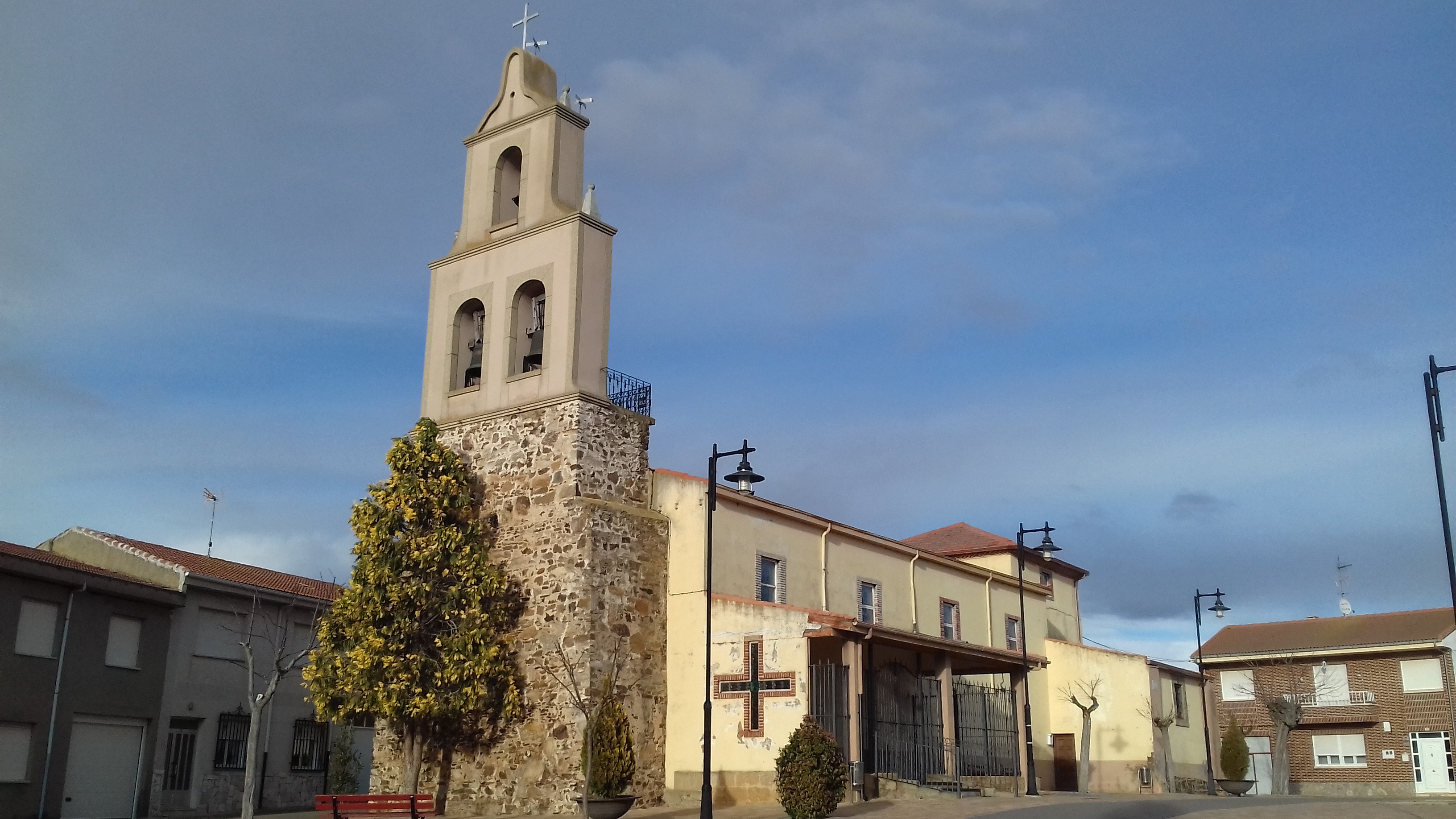
Marienkirche
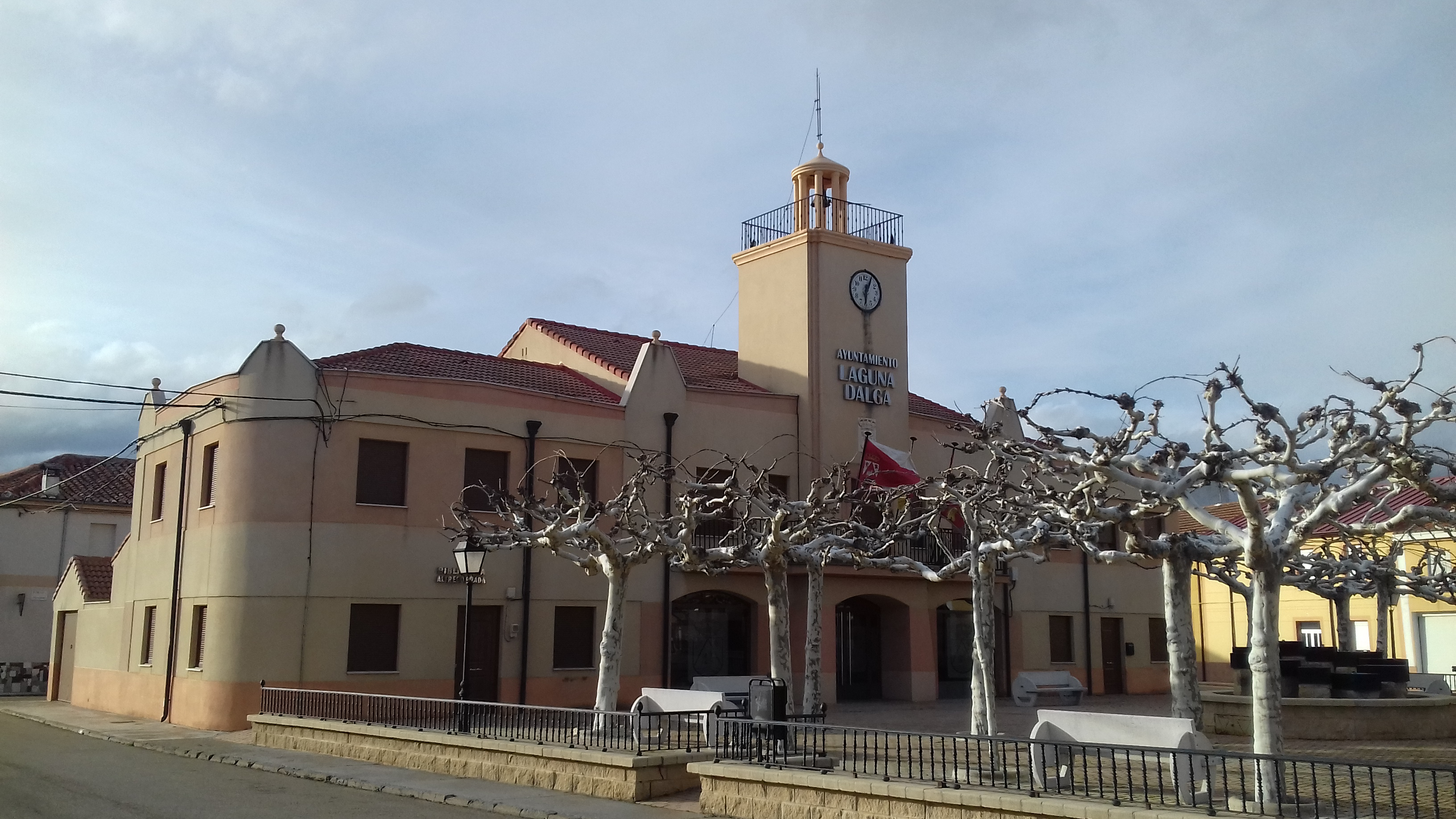
Rathaus

- Marienkirche
- Rathaus